# Christopher Soule
Christopher Soule –conocido como Chris Soule– (Trumbull, 5 de febrero de 1973) es un deportista estadounidense que compitió en skeleton. Ganó dos medallas en el Campeonato Mundial de Skeleton, bronce en 1997 y plata en 2003.

## Palmarés internacional
| Campeonato Mundial | Campeonato Mundial           | Campeonato Mundial | Campeonato Mundial |
| Año                | Lugar                        | Medalla            | Prueba             |
| ------------------ | ---------------------------- | ------------------ | ------------------ |
| 1997               | Lake Placid (Estados Unidos) | Medalla de bronce  | Individual         |
| 2003               | Nagano (Japón)               | Medalla de plata   | Individual         |